# Liste der Flughäfen in Benin
Die Liste der Flughäfen in Benin zeigt die zivilen Flughäfen des westafrikanischen Staates Benin, geordnet nach Orten.
| Ort        | ICAO-Code | IATA-Code | Name des Flughafens  |
| ---------- | --------- | --------- | -------------------- |
| Bembèrèkè  | DBBR      | –         | Flugplatz Bembéréké  |
| Bohicon    | DBBC      | –         | Flugplatz Bohicon    |
| Cotonou    | DBBB      | COO       | Flughafen Cadjehoun  |
| Djougou    | DBBD      | DJA       | Flugplatz Djougou    |
| Kandi      | DBBK      | KDC       | Flugplatz Kandi      |
| Natitingou | DBBN      | NAE       | Flugplatz Natitingou |
| Parakou    | DBBP      | PKO       | Flughafen Parakou    |
| Porga      | DBBO      | –         | Flugplatz Porga      |
| Savé       | DBBS      | SVF       | Flugplatz Savè       |